# Метавсесвіт
Метавсесвіт, також метасвіт (англ. metaverse, складається з грец. μετά- та англ. universe) — це мережа віртуальних світів, зосереджена на соціальній взаємодії; віртуальний простір, в якому люди, їх аватари, можуть взаємодіяти між собою та іншими цифровими об'єктами за допомогою технологій віртуальної, доповненої або змішаної реальності. Термін є слабо визначеним, сама назва походить з роману «Снігопад».
Метасвіт також вважають[хто?] наступною ітерацією інтернету, де люди зможуть жити[прояснити] та працювати не виходячи з дому. Метавсесвіт також має свій власний ETF: META, який являє собою список компаній які займаються розробкою програмного забезпечення, апаратного забезпечення, комп'ютерних мереж, платежів та контенту. 
Термін «метасвіт» часто пов'язаний з технологією віртуальної реальності, а також Web3 і блокчейном. Часто його використовують як модне слово. Приватність інформації, залежність користувачів і їхня безпека є питаннями у метасвіті, зокрема як і для відеоігор та соціальних мереж загалом.

## Фізичні елементи

### Аудіо та візуальні
Пристроями для аудіо та візульного занурення у метавсесвіт можуть бути як звичанний смартфон, так і більш глибокозанурюючі окуляри віртуальної реальності або навіть лінзи віртуальної реальності

### Тактильні
До тактильних приладів занурення у метавсесвіт можуть відноситися як костюм віртуальної реальності на все тіло, так і окремі елементи такого костюму: рукавиці

### Рухові доріжки
Для повного занурення у метавсесвіт треба також і рухатися у ньому, тобто коли користувач фізично рухається то і його аватар рухається. Для цього мають використовуватися і рухомі доріжки, бігові доріжки для віртуальної реальності.

## Творці метавсесвітів
На даний момент такі компанії заявили про намір створити свої метавсесвіти
| Назва компанії   | назва всесвіту            |
| ---------------- | ------------------------- |
| Nvidia           | omniverse                 |
| Facebook         | Metaverse                 |
| Microsoft        | корпоративний метавсесвіт |
| Machine Brick    | Roblox                    |
| Baidu            | Xirang                    |
| ByteDance        | Reworld                   |
| Animoca          | The Sandbox Metaverse     |
| Decentraland     | Decentraland              |
| Epic Games       | Epic Online Services      |
| Nolan Consulting | CryptoVoxels              |
| UnitySDK         | Somnium Space             |
| Mojang           | Minecraft                 |

## Економіка
Метавсесвіт дозволить відкрити нове дихання у сучасній економіці, не тільки тим що буде показана персоналізована реклама, котра може також мати геоконтексну прив'язку до місцезнаходження аватара у метавсесвіті, але і тим що виробники одягу, фурнітури та подібних речей будуть мати можливість продавати свої продукти у метавсесвіті, а також це підштовхне до продажів у реальному світі. Продаж одягу для персоналізації персонажів і зараз дуже популярний і прибутковий бізнес для комп'ютерних ігор, у метавсесвіті це буде легше і на ринок зможуть вийти відомі бренди.
Окрім того такий світ може дати новий поштовх до використання криптовалют, nft та інших речей.
25 листопада 2021 року Decentraland оголосила про найбільший в історії продаж віртуальної землі за рекордні $2,4 млн.
Куплена дочірнєю компанією Tokens.com Metaverse Group ділянка віртуальної землі знаходиться в районі «Fashion Street» на карті Decentraland, Tokens.com використовуватиме її для проведення цифрових модних заходів та продажу віртуального одягу для аватарів.
За оцінками компанії Grayscale, у найближчі кілька років річний виторг метавсесвіту досягне $1 трлн, і цей сектор складе сильну конкуренцію Web 2.0.

## Формати
Сцена може бути збережена в одному файлі Universal Scene Description
найвідоміший файловий формат опису тривимірної сцени розроблений компанією Pixar.
Дані з одного файлу можуть посилатися на дані інших і таким чином описувати ієрархію 3D сцени, тривимірні геометричні об'єкти, 3D камери, освітлення, матеріали для шейдингу, (фізично реалістичний прорахунок (PBR), об'єктну анімацію, скелетну анімацію та скінінг.
Тривимірна геометрія може бути описана із збереженням полігональної топології для подальшої обробки, наприклад для прорахунку згладженої геометрії Subdiv.

## Події у метавсесвітах
У жовтні 2021 аукціонний дім Sotheby's запустив платформу цифрового мистецтва під назвою Metaverse. На маркетплейсі пропонуватимуть ретельно відібрані NFT.
Компанія Meta, яка належить Марку Цукербергу, заявила про введення функції особистого простору у Horizon Worlds та Horizon Venues. Це сталося після скарг на домагання у віртуальній реальності. Пізніше метавсесвіт AltspaceVR також ввів межі особистого простору, які автоматично включені для аватарів.
У січні 2022 бренд  H&M отримав власний концепт віртуального магазину в метаверс. 
У лютому 2022 року у метавсесвіті Decentraland пройшло перше весілля. У церемонії брали участь представник суду, свідки та близько 2 тис. гостей.
Компанія Samsung презентує нову модель Galaxy S22 й в метавсесвіті у 2022 році. Фанати зможуть взяти участь у події в цифровій копії магазину 837X й у віртуальному майданчику Decentraland.
Репер Snoop Dogg заявив про бажання перенести лейбл Death Row Records в метавсесвіт, також він випустив альбом на технології блокчейн у вигляді NFT.
Компанія Snap, якій належить застосунок Snapchat, планує організувати віртуальний концерт зі співачкою Дженніфер Лопес. Глядачі зможуть переглянути виступ як аватарів Bitmoji.
Victoria's Secret планують відкрити свої представництва у метавсесвіті. Для цього компанія подала 4 заявки на реєстрацію нових торгових марок.
У лютому 2022 JPMorgan першим з великих банків відкрив своє представництво у метавсесвіті.
Мережа ресторанів швидкого харчування Mcdonald's планує відкрити власні заклади в метавсесвіті. У ньому компанія буде приймати замовлення з доставкою їжі додому. Mcdonald's вже подала в Відомство з патентів та товарних знаків США 10 заявок на реєстрацію товарних знаків що стосуються віртуальних харчових продуктів та напоїв, зокрема NFT та керування віртуальним рестораном онлайн з доставкою додому. 

## У культурі

### Кіно
- Першому гравцю приготуватися (англ. Ready Player One) — американський науково-фантастичний пригодницький фільм, знятий Стівеном Спілбергом за однойменним романом Ернеста Клайна.
- Персонаж (англ. Free Guy) — американський фантастичний фільм Шона Левію
- Тринадцятий поверх (англ. The Thirteenth Floor) — німецько-американський науково-фантастичний трилер 1999 року режисера Джозефа Руснака і продюсера Роланда Еммеріха.
- Матриця